# 14 Irene
Irene é um asteroide de grandes dimensões da cintura de asteroides, descoberto a 19 de maio de 1851 pelo astrônomo britânico John Russell Hind, em Londres. Contém ferro e níquel.
Por sugestão de John Herschel, foi nomeado em honra a Irene, deusa grega que personificava a paz, uma das Horas, filha de Júpiter e Themis.
Sobre o nome, John Russell Hind, escreveu
- "Você vai achar que este nome é [...] em relação a este evento (a Grande Exposição Industrial realizada no Crystal Palace (Palácio de Cristal) no Hyde Park, Londres, de 1 de maio até 18 de outubro de 1851) que preenche a nossa cidade [Londres] o talento de todas as nações civilizadas, o espírito de paz, produção de Arte e Ciência, todas essas coisas para que a humanidade está em causa."

Os primeiros asteroides descobertos têm um símbolo astronômico e de Irene é uma pomba carregando um ramo de oliveira, com uma estrela na cabeça.Nunca foi traçado 
Sua curva de luz mostra um objeto plano esférico. Havia quatro ocultações estelares por Irene.